# Ben Bernanke
Ben Bernanke (anglès: Benjamin Shalom Bernanke) (pronunciació en anglès: /bərˈnæŋki/) (Augusta, 13 de desembre de 1953) és un economista estatunidenc i expresident del Sistema de la Reserva Federal, el banc central dels Estats Units.

## Biografia
En 1975 Bernake va graduar-se summa cum laude en economia per la Universitat Harvard. El 1979 va doctorar-se en la mateixa especialitat per l'Institut Tecnològic de Massachusetts. Aquell mateix any va començar com a professor a la Graduate School of Business de la Universitat Stanford i, posteriorment, va arribar a ser cap de departament a la Universitat de Princeton.
Entre 2002 i 2005 va formar part del comitè de política monetària del Banc Central estatunidenc. El 2006 el llavors President George W. Bush el va nomenar president del Sistema de la Reserva Federal, i fou confirmat en el càrrec el 2010 pel President Barack Obama. Durant el seu mandat, Bernanke ha hagut de seguir l'esclat i desenvolupament de la Crisi financera global del 2007-2012.